# Heinz Opitz (Polizeioffizier)
Heinz Opitz (* 10. Januar 1928; † 3. Dezember 2024) war ein ehemaliger deutscher Offizier der Volkspolizei. Er war Generalmajor und von 1983 bis 1989 Leiter der Hauptabteilung Bereitschaften im Ministerium des Innern (MdI) der Deutschen Demokratischen Republik (DDR).

## Leben
Opitz wurde Mitglied der Sozialistischen Einheitspartei Deutschlands (SED), Angehöriger der Deutschen Volkspolizei und schlug die Offizierslaufbahn ein.
Von 1983 bis 1989 war er als Nachfolger von Heinz Eichler Leiter der Hauptabteilung Bereitschaften im MdI und verantwortlich für die Wehrdienst ausübenden Kasernierten Einheiten des MdI. Am 24. Juni 1983 wurde er vom Vorsitzenden des Nationalen Verteidigungsrates der DDR, Erich Honecker, zum Generalmajor ernannt. Im November 1989 wurde er Sekretär von Lothar Ahrendt, dem Minister für Innere Angelegenheiten der DDR, und am 21. Dezember 1989 Mitglied der Regierungskommission, die eine Militärreform durchführen sollte. Opitz wurde 1990 aus dem Polizeidienst entlassen.

## Auszeichnungen
- 1981 Vaterländischer Verdienstorden in Bronze
- 1985 Scharnhorst-Orden
- 1988 Vaterländischer Verdienstorden in Gold

## Schriften
- mit Günter Huthmann, Franz Fiebig u. a.: Historischer Abriß zum Aufbau und zur Entwicklung der Volkspolizei-Bereitschaften 1945–1985. MdI der DDR, Berlin 1988.